# 795
795 (DCCXCV) fue un año común comenzado en jueves del calendario juliano, en vigor en aquella fecha.

## Acontecimientos
- Skye, Iona, Rashlin, Inishbofin e Inismurray son atacadas en las primeras incursiones vikingas en Irlanda
- Establecimiento de la Marca Hispánica.
- El emperador de Oriente, Constantino VI, se divorcia su esposa María de Amnia, la recluye en un monasterio y se desposa con su amante, Teodota.
- Las tropas del emir Hisham I derrotan a Alfonso II de Asturias en la Batalla de las Babias.
- 18 de septiembre: se produce la batalla de las Babias.
- 26 de diciembre: San León III sucede a Adriano I como 96.º papa.

## Nacimientos
- Lotario I, primogénito de Ludovico Pío, hijo de Carlomagno, emperador de Occidente.
- Mu Zong, emperador chino de la dinastía Tang.

## Fallecimientos
- 25 de diciembre - Adriano I, papa.
- Mâlik ibn Anas, fundador de la escuela jurídica malikí.